# Karoline von Schlotheim
Karoline von Schlotheim (Kassel, 1766 – Kassel, 1847) német nemesasszony, I. Vilmos hesseni választófejedelem negyedik és utolsó szeretője 1788 és 1811 között volt. 
Heinrich Christian Wilhelm von Schlotheim és felesége, Friederike Most von Wilhelmsthal lánya volt. I. Vilmos hesseni herceg elrabolta, és Rosa Dorothea Ritter helyett a szeretőjévé tette. 1788-ban Schlotheim grófnőjévé tette, és 1793-ban megépíttette számára a löwensteini kastélyt a Wilhelmshöhe hegyi parkban. Államügyekben kikérte a tanácsát, és befolyása volt az állam fejlődésére. 1807-ben Karoline követte Vilmost a száműzetésbe.
1811 Hessenstein grófnője lett.

## I. Vilmostól született gyermekei
- Wilhelm Friedrich (1789-1790)
- Wilhelm Karl (1790-1867)
- Ferdinand (1791-1794)
- Karoline (1792-1797)
- Auguste (1793-1795)
- Ludwig Karl (1794-1857)
- Friederike (1795-1855)
- Wilhelm Ludwig (1800-1836)
- Friedrich Ludwig (1803-1805)
- Karoline (1804-1891)
- halva született fiú (1805)
- halva született lány (1806)
- halva született fiú (1807)

## Fordítás
Ez a szócikk részben vagy egészben  a   Karoline von Schlotheim című angol Wikipédia-szócikk fordításán alapul.  Az eredeti cikk szerkesztőit annak laptörténete sorolja fel. Ez a jelzés csupán a megfogalmazás eredetét és a szerzői jogokat jelzi, nem szolgál a cikkben szereplő információk forrásmegjelöléseként.